# Sachregister
Ein Sachregister oder Sachverzeichnis ist eine strukturierte, listenartige und rasch zugriffsbereite Informations-Sammlung über Sachgüter und/oder Sachthemen.
Unter diesen Überbegriff fallen unter anderem:

## Klassische Karteien und Verzeichnisse
- Die klassische Art einer Kartei in einer Box – wo jedes Karteiblatt eine geraffte Information über ein Produkt, Thema, Buch etc. gibt
- die themenbezogene Ablage von Beschreibungen und Daten in Büroordnern – meistens im Format A4. Bei kleineren Mengen auch
- alphabetische Listen mit den Namen der o.a. Gegenstände – und meistens auch Verweisen, wo Näheres zu ersehen ist – z. B.
  - Produktinformation, Publikationsliste
  - Abteilungsverzeichnis, Firmenverzeichnis, Handelsregister, Schiffsregister
- Register, das die in einem Werk vorkommenden Sachbegriffe erfasst[1]
  - Das Inhaltsverzeichnis eines Buches, oder die Liste seiner Stichworte (meistens am Ende des Buches)
- Bibliografien, Nachschlagewerke und Lexika